# Eusideroxylon
Eusideroxylon là một chi thực vật thuộc họ Lauraceae. Chi này hiện chỉ chứa 1 loài như sau:
- Eusideroxylon zwageri Teysm. & Binnend., 1863